# Cabaletta
A cabaletta az olasz operák egyik jellemző énekdarabja, rendszerint a kettős áriák második fele, mely sokkal gyorsabb tempójú, mint az azt megelőző cantabile rész. A cabaletta a 19. században alakult ki, amikor felmerült két eltérő tempójú, egymással erős kontrasztban levő ének ötvözése egyazon tételen, árián belül. Magát a megnevezést 1826-ban használták először. Jellegzetessége, hogy rövid strófái többszörösen megismétlődnek különbözőképpen díszített változatokban. A cabalettát rendszerint kóda zárja le. A cabaletta erős érzelmi állapotok kifejezésére szolgál és előfordulhat duettekben is (lásd Gilda-Rigoletto).
Ismertebb cabaletták:
- Non più mesta accanto al fuoco (Rossini: Hamupipőke)
- Ah, non giunge uman pensiero (Bellini: Az alvajáró)
- Ah bello, a me ritorna (Bellini: Norma)
- Vien diletto, in ciel è la luna (Bellini: A puritánok)
- Suoni la tromba e intrepido (Bellini: A puritánok)
- Salgo già del trono aurato (Verdi: Nabucco)
- Sì vendetta, tremenda vendetta (Verdi: Rigoletto)
- Sempre libera degg'io (Verdi: La traviata)
- Di quella pira (Verdi: A trubadúr)